# Rehabilitacja pulmonologiczna
Rehabilitacja pulmonologiczna jest to postępowanie medyczne polegające na stosowaniu indywidualnego, wielospecjalistycznego programu obejmującego rozpoznanie, leczenie, wsparcie psychologiczne i edukację chorych na przewlekłe choroby układu oddechowego związane ze zmniejszeniem wydolności czynnościowej lub obniżeniem jakości życia.
Program rehabilitacji pulmonologicznej obejmuje: ocenę stanu pacjenta, w tym postawy i budowy ciała, trening fizyczny, edukację, interwencję żywieniową, wsparcie psychospołeczne.
Najważniejszą zasadą rehabilitacji pulmonologicznej (oddechowej) jest jak najwcześniejsze jej rozpoczęcie, gdy nie nastąpiło jeszcze utrwalenie zmian i zaburzeń czynności układu oddechowego. Istotne jest systematyczne stosowanie wszystkich zaleconych zabiegów; powinny one obejmować etap zarówno szpitalny, jak i sanatoryjny oraz ambulatoryjny.
Oprócz ciągłości bardzo ważną zasadą jest także kompleksowość rehabilitacji pulmonologicznej. Wykorzystuje się w niej leczenie farmakologiczne, kinezyterapię, fizykoterapię i masaż. Poza aspektem medycznym rehabilitacja osób z chorobami układu oddechowego musi uwzględniać również aspekt psychiczny, społeczny i zawodowy. Należy też podkreślić, że rehabilitacja pulmonologiczna łączy ściśle aspekt leczniczy z profilaktycznym, przez co jest niezbędna we wszystkich dyscyplinach rehabilitacji klinicznej.

Przeczytaj ostrzeżenie dotyczące informacji medycznych i pokrewnych zamieszczonych w Wikipedii.